# Krościenko (Ustrzyki Dolne)
Krościenko (früher Karaszyn, Koroszno, Koroscienko, ukrainisch Коростенько Korostenko) ist eine Ortschaft mit einem Schulzenamt der Gemeinde Ustrzyki Dolne im Powiat Bieszczadzki der Woiwodschaft Karpatenvorland, Polen.

## Geographie
Der Ort liegt am Bach Strwiąż (ukrainisch Стривігор). Im Osten befindet sich an der Grenze zwischen Polen und der Ukraine ein Grenzübergang.

## Geschichte
Der Ort wurde im Jahre 1541 erstmals urkundlich erwähnt. Das Dorf gehörte der Starostei in Przemyśl. Der Name ist abgeleitet von einem ruthenischen Adjektiv krostowaty, deutsch hügelig. Im Jahre 1555 wurde es auf dem Walachischen Recht wieder gegründet. Im Jahre 1558 wurde die orthodoxe Pfarrei gegründet.
Bei der Ersten Teilung Polens kam Krościenko 1772 zum neuen Königreich Galizien und Lodomerien des habsburgischen Kaiserreichs (ab 1804).
Im Jahre 1784 im Zuge der Josephinischen Kolonisation wurden in der Nähe deutsche Kolonisten angesiedelt. Die Kolonie wurde Obersdorf genannt und liegt jetzt innerhalb des Dorfes Krościenko.
Im Jahre 1900 hatte das Dorf in 229 Häusern 1542 Einwohner, davon 1160 ruthenischsprachige, 335 polnischsprachige, 43 deutschsprachige, 1153 griechisch-katholische, 267 Juden, 79 römisch-katholische, 43 anderen Glaubens (evangelisch).
1918, nach dem Ende des Ersten Weltkriegs und dem Zusammenbruch der k.u.k. Monarchie, kam Krościenko zu Polen. In der Zwischenkriegszeit war Krościenko mit einem Bahnhof ein bedeutendes Zentrum des Handels. Die Juden hatten dort ein Bethaus. Die Ukrainer hatten einen Gemeinschaftsraum und eine Bibliothek.
Unterbrochen wurde dies durch die Besetzung Polens durch die Wehrmacht im Zweiten Weltkrieg, währenddessen es zuerst zur Sowjetunion und ab 1941 zum Generalgouvernement gehörte und wieder in den Jahren 1945–1951 gehörte es zur Sowjetunion (siehe Polnisch-Sowjetischer Gebietsaustausch).
Nach dem Jahre 1951 wurden dort griechische kommunistische Flüchtlinge angesiedelt. In den 70er-Jahren kamen sie zum größten Teil nach Griechenland zurück.
Von 1975 bis 1998 gehörte Krościenko zur Woiwodschaft Krosno, das früher selbstständige Dorf Wolica wurde nach dem Ersten Weltkrieg ein Teil des Ortes.

### Obersdorf
Im Jahre 1784 wurden im Zuge der Josephinischen Kolonisation deutsche Kolonisten zwischen Krościenko und Wolica angesiedelt. Die Protestanten gehörten zur Pfarrgemeinde Bandrów.
Im Jahre 1900 hatte die Gemeinde Obersdorf 15 Häuser mit 113 Einwohnern, davon 99 deutschsprachige, 11 polnischsprachige, 3 ruthenischsprachige, 19 Juden, 3 griechisch-katholische und 91 anderen Glaubens (evangelisch).
Das Ende dieser Kolonie markierte der Zweite Weltkrieg.

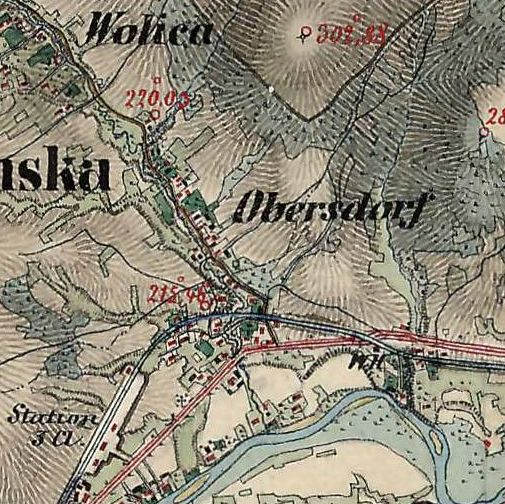
Obersdorf (1869)
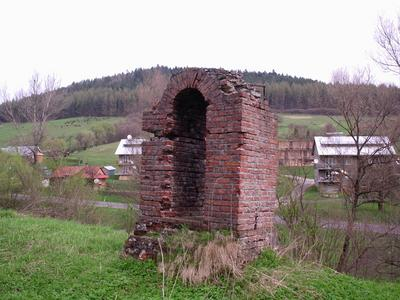
Ruine des Glockenturms am evangelischen Friedhof

## Sehenswürdigkeiten
- griechisch-katholische Kirche, gebaut 1794;
- Denkmal für Nikos Belogiannis

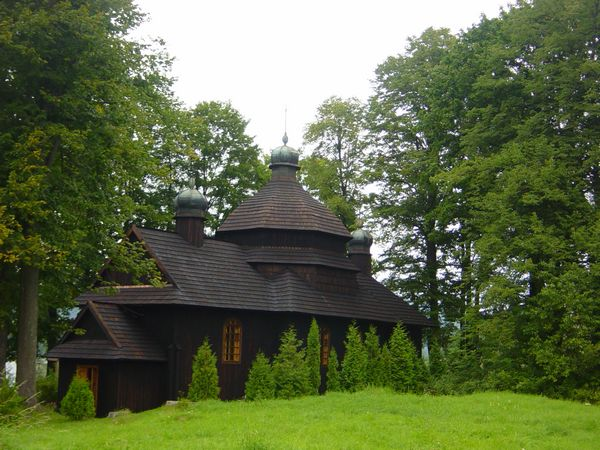
Griechisch-katholische Kirche
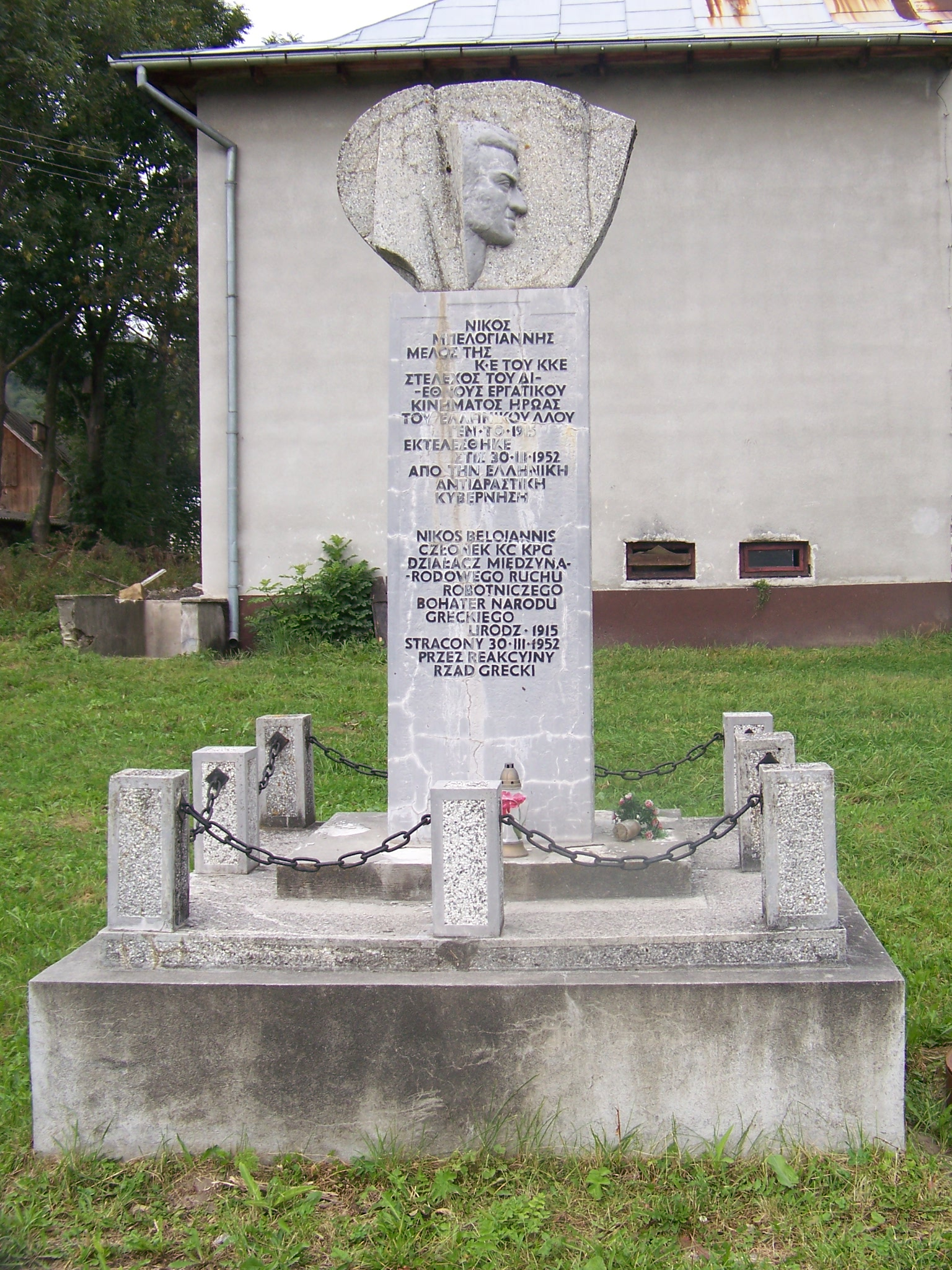
Denkmal für Nikos Belogiannis